# Любов зла (фільм)
«Любов зла» (англ. Shallow Hal) — американська романтична комедія 2001 року братів Пітера та Боббі Фарреллі з Гвінет Пелтроу та Джеком Блеком у головних ролях.

## Сюжет
Головного героя Гела Ларсона переслідують невдачі на любовному фронті, та ще й не відбулося довгоочікуване підвищення по роботі. Випадково зустрівши у ліфті, що застряг, лайф-коуча Тоні Роббінса Гел ділиться з ним своїми тривогами, і той за допомогою гіпнозу наділяє хлопця можливістю бачити в людях внутрішню красу. Не підозрюючи про зміни, що з ним відбулися, Гел знайомиться з Розмарі і закохується в неї, шокуючи своїм вибором найкращого друга Маурісіо Вілсона, який бачить, що зовнішність занадто гладкої дівчини малоприваблива.
Розмарі, розумна і добра дівчина, яка спочатку думала, що Гел хоче над нею покептувати, розуміє, що вона йому справді подобається, і відповідає взаємністю.
Та Маурісіо хоче врятувати, як йому здається друга, і дізнається у Роббінсона кодові слова, щоб розгіпнотизувати Гела. У стосунках Гела з Розмарі настають складні часи.

## У ролях
| Актор                    | Роль                                   |
| ------------------------ | -------------------------------------- |
| Гвінет Пелтроу           | Розмарі «Розі» Шенаган                 |
| Джек Блек                | Гел Ларсон                             |
| Джейсон Александер       | Маурісіо Вілсон                        |
| Джо Вітереллі            | Стів Шенаган, бос Гела, батько Розмарі |
| Тоні Роббінс             | лайф-коуч, у ролі самого себе          |
| Брюс Макгілл             | Реверенд Ларсон, батько Гела           |
| Моллі Шеннон             | Мері Ларсон, мати Гела                 |
| Джин Крістін Фіцджеральд | Мері Ларсон, мати Розмарі              |

## Критика
Фільм отримав змішані відгуки: Rotten Tomatoes дав оцінку 50 % на основі 131 відгуків від критиків і 45 % від більш ніж 250 000 глядачів.